# Ten Thousand Lightyears
Ten Thousand Lightyears è il settimo album in studio del gruppo musicale tedesco Boney M., pubblicato nel 1984.

## Tracce
- LP (Hansa Records, 206 200)

Lato A
1. Exodus (Noah's Ark 2001) – 5:17
2. Wild Planet – 4:04
3. Future World – 3:48
4. Where Did You Go – 4:04
5. 10.000 Lightyears – 4:29
6. I Feel Good – 3:05

Durata totale: 24:47
Lato B
1. Somewhere in the World – 4:34
2. Bel Ami – 3:08
3. Living Like a Moviestar – 3:09
4. Dizzy – 3:26
5. The Alibama – 3:10
6. Jimmy – 2:59
7. Barbarella Fortuneteller – 2:53

Durata totale: 23:19